# Bucilly
Bucilly est une commune française située dans le département de l'Aisne en région Hauts-de-France.

## Géographie

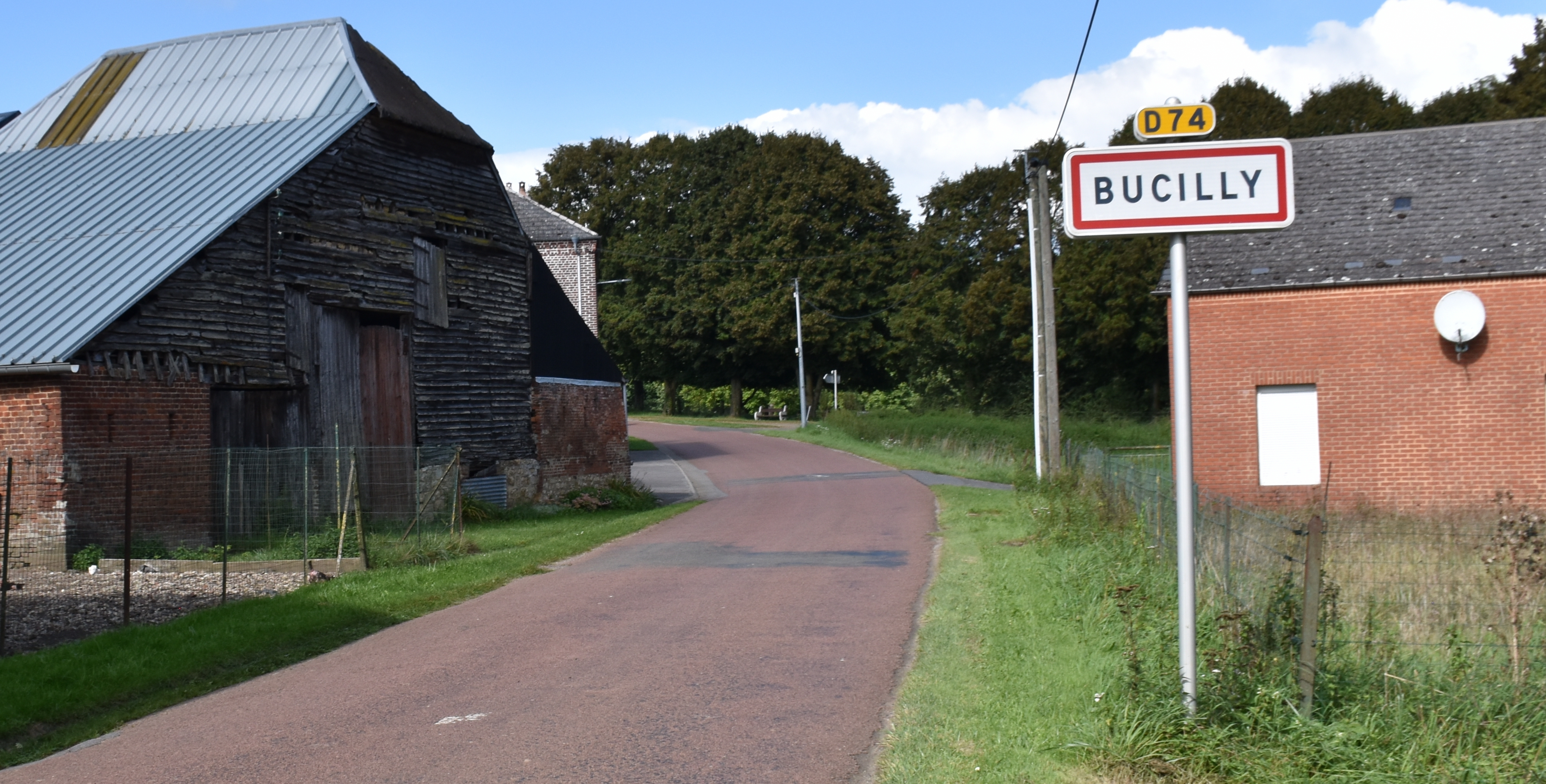
Une entrée de la commune.

### Hydrographie
La commune est située dans le bassin Seine-Normandie. Elle est drainée par le Ton, la Jacotte, le cours d'eau 03 de la commune de Bucilly, le fossé 02 de la commune de Bucilly, le fossé 05 des Vignes, le fossé 15 de la commune de Besmont, le fossé 16 de la commune de Besmont et le fossé du Fond Placard,,.
Le Ton, d'une longueur de 56 km, prend sa source dans la commune d'Auvillers-les-Forges et se jette  dans l'Oise (rive gauche) à Étréaupont, après avoir traversé 15 communes. Les caractéristiques hydrologiques du Ton sont données par la station hydrologique située sur la commune d'Origny-en-Thiérache. Le débit moyen mensuel est de 3,67 m3/s. Le débit moyen journalier maximum est de 46 m3/s, atteint lors de la crue du 21 décembre 1993. Le débit instantané maximal est quant à lui de 54,8 m3/s, atteint le 1er décembre 1993.

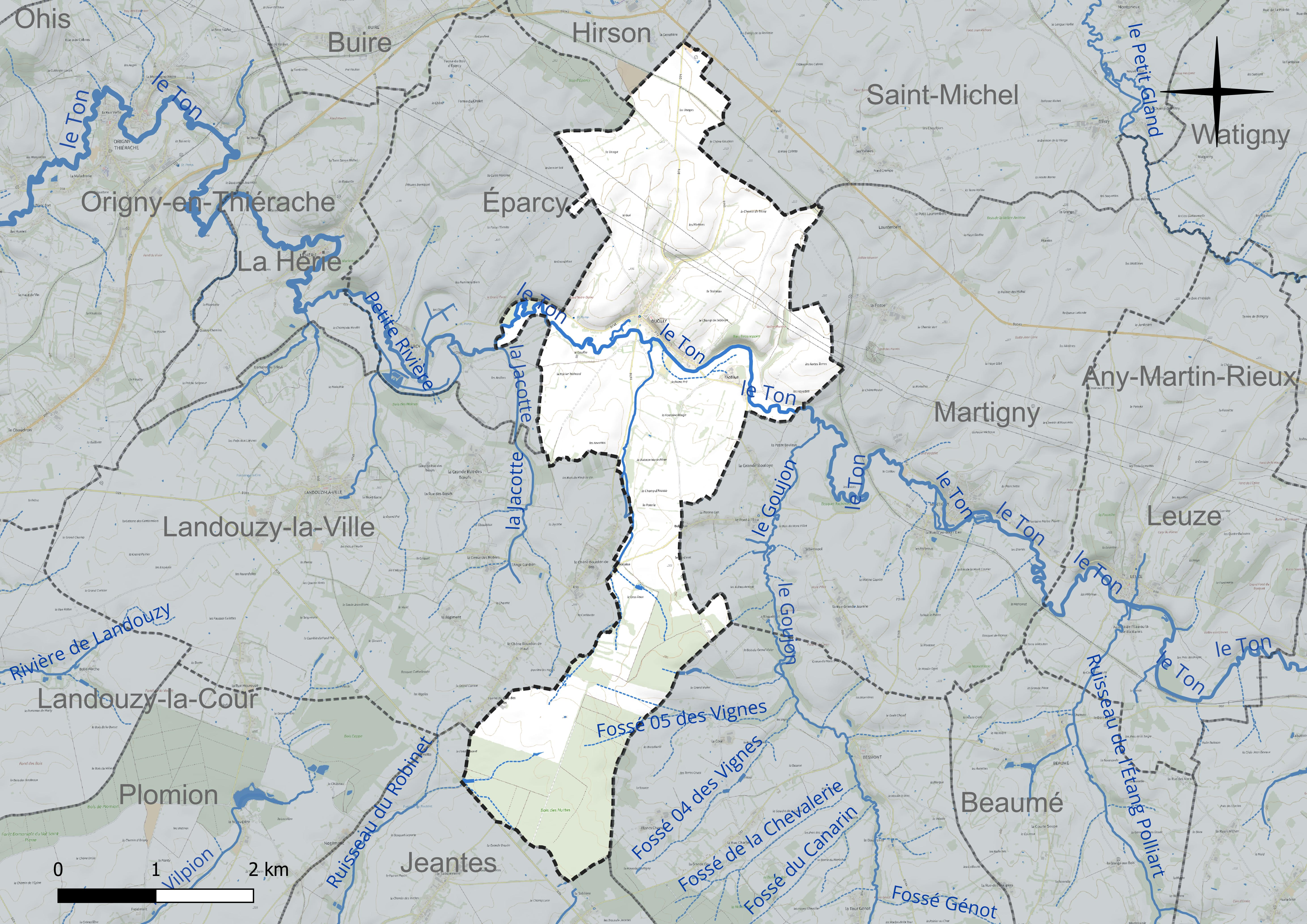
Réseau hydrographique de Bucilly.

### Climat
Pour des articles plus généraux, voir Climat des Hauts-de-France et Climat de l'Aisne.

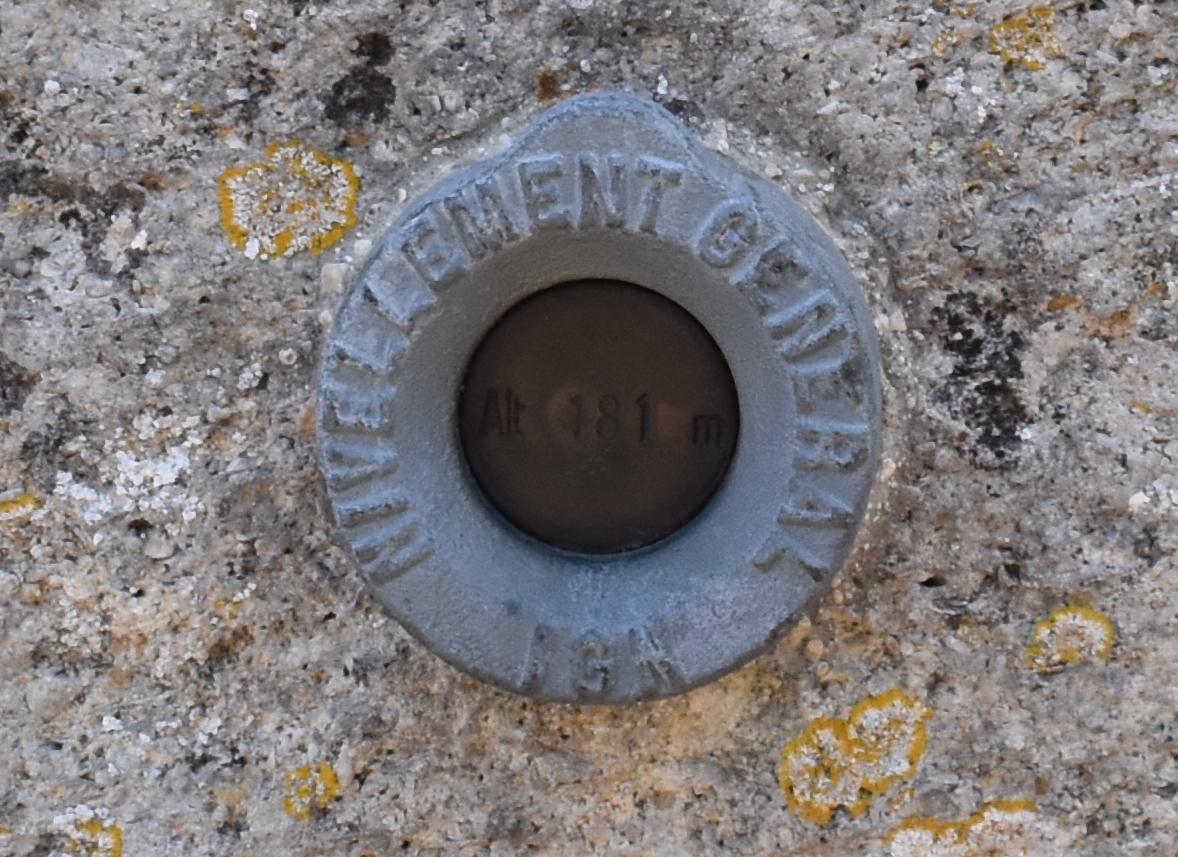
Borne de nivellement sur le mur de l'église - Altitude 181 m

En 2010, le climat de la commune est de type climat des marges montargnardes, selon une étude du CNRS s'appuyant sur une série de données couvrant la période 1971-2000. En 2020, Météo-France publie une typologie des climats de la France métropolitaine dans laquelle la commune est exposée à un climat océanique altéré et est dans la région climatique Nord-est du bassin Parisien, caractérisée par un ensoleillement médiocre, une pluviométrie moyenne régulièrement répartie au cours de l'année et un hiver froid (3 °C).
Pour la période 1971-2000, la température annuelle moyenne est de 9,7 °C, avec  une amplitude thermique annuelle de 15,3 °C. Le cumul annuel moyen de précipitations est de 902 mm, avec 13,3 jours de précipitations en janvier et 9,8 jours en juillet. Pour la période 1991-2020 la température moyenne annuelle observée sur la station météorologique la plus proche, située sur la commune de Fontaine-lès-Vervins à 14 km à vol d'oiseau, est de 10,5 °C et le cumul annuel moyen de précipitations est de 826,3 mm,. Pour l'avenir, les paramètres climatiques de la commune estimés pour 2050 selon différents scénarios d'émission de gaz à effet de serre sont consultables sur un site dédié publié par Météo-France en novembre 2022.

## Urbanisme

### Typologie
Au 1er janvier 2024, Bucilly est catégorisée commune rurale à habitat dispersé, selon la nouvelle grille communale de densité à 7 niveaux définie par l'Insee en 2022.
Elle est située hors unité urbaine. Par ailleurs la commune fait partie de l'aire d'attraction d'Hirson, dont elle est une commune de la couronne,. Cette aire, qui regroupe 26 communes, est catégorisée dans les aires de moins de 50 000 habitants,.

### Occupation des sols
L'occupation des sols de la commune, telle qu'elle ressort de la base de données européenne d'occupation biophysique des sols Corine Land Cover (CLC), est marquée par l'importance des territoires agricoles (84,2 % en 2018), une proportion identique à celle de 1990 (84,2 %). La répartition détaillée en 2018 est la suivante : 
prairies (44,9 %), terres arables (36,9 %), forêts (13,5 %), zones agricoles hétérogènes (2,5 %), zones urbanisées (2,3 %).
L'évolution de l'occupation des sols de la commune et de ses infrastructures peut être observée sur les différentes représentations cartographiques du territoire : la carte de Cassini (XVIIIe siècle), la carte d'état-major (1820-1866) et les cartes ou photos aériennes de l'IGN pour la période actuelle (1950 à aujourd'hui).

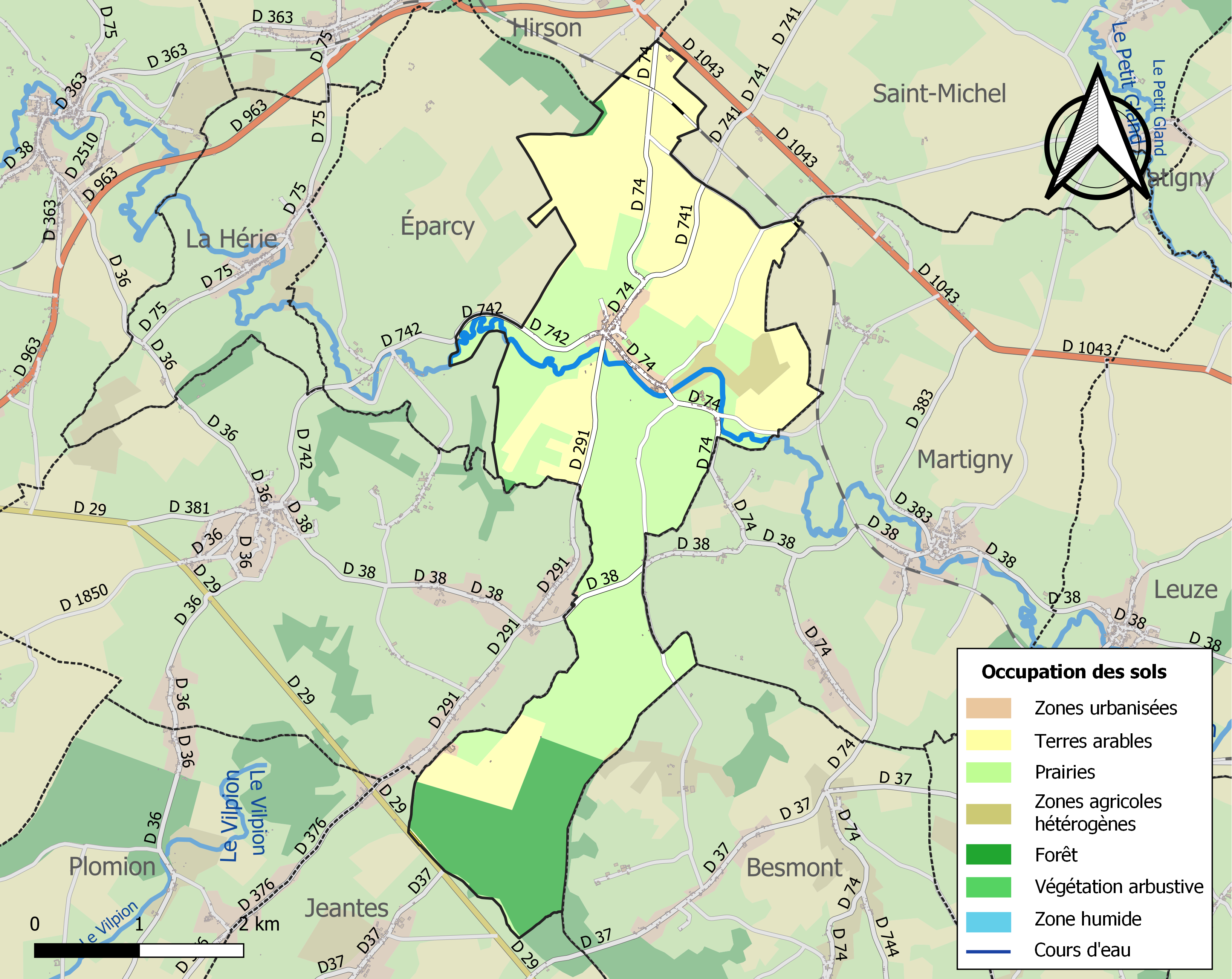
Carte des infrastructures et de l'occupation des sols de la commune en 2018 (CLC).

## Toponymie
Le village est cité pour la première fois sous l'appellation latine de Alodium de Buciliaco puis Buciliensis ecllesia en 1139 dans un cartulaire de l'abbaye de Bucilly. Le nom variera encore ensuite de nombreuses fois en fonction des différents transcripteurs : Buceiliacum, ecclesia de Bucillis, Bucciliacum, Buceli, Bucillies,  etc., puis  l'orthographe actuelle Bucilly sur la Carte de Cassini vers 1750  
.

## Histoire

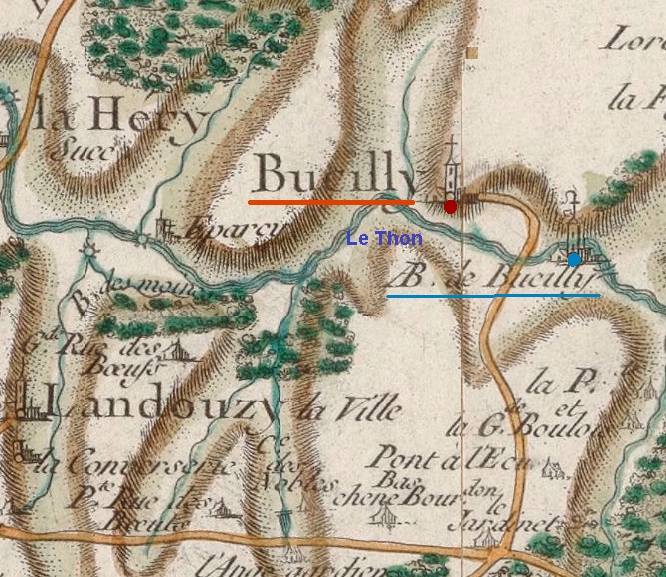
Carte de Cassini du secteur
(vers 1750).

La carte de Cassini montre qu'au XVIIIe siècle, Bucilly est une paroisse située sur la rive droite de la rivière le Thon ou Ton.

A l'est, l'abbaye de Bucilly, qui fut fondée au Xe siècle et qui fut très prospère, existait encore au milieu du XVIIIe siècle. Elle fut détruite après la Révolution. Son nom est évoqué actuellement par le hameau de l'Abbaye.

Contrairement aux villages avoisinants, Bucilly n'a aucun autre hameau ni ferme sur son terroir.
Bucilly fut fondée par une communauté de femmes religieuses sous l'impulsion de Gerberge, femme d'Albert Ier, qui fut comte de Vermandois entre les années 945 et 985.
La communauté prit son indépendance vis-à-vis du terroir de Martigny.
Au début du XIIe siècle, les religieuses furent remplacées par des moines du prieuré Saint-Martin-des-Champs de Paris.
En 1148, l'évêque de Laon, Barthélemy de Jur décida de remplacer à son tour ces moines par ceux de prémontrés. Ces moines resteront alors jusqu'à la Révolution française.

## Politique et administration

### Découpage territorial
La commune de Bucilly est membre de la communauté de communes des Trois Rivières, un établissement public de coopération intercommunale (EPCI) à fiscalité propre créé le 29 décembre 1995 dont le siège est à Buire. Ce dernier est par ailleurs membre d'autres groupements intercommunaux.
Sur le plan administratif, elle est rattachée à l'arrondissement de Vervins, au département de l'Aisne et à la région Hauts-de-France. Sur le plan électoral, elle dépend du  canton d'Hirson pour l'élection des conseillers départementaux, depuis le redécoupage cantonal de 2014 entré en vigueur en 2015, et de la troisième circonscription de l'Aisne  pour les élections législatives, depuis le dernier découpage électoral de 2010.

### Administration municipale
| Période                                  | Période                   | Identité           | Étiquette | Qualité                                     |
| ---------------------------------------- | ------------------------- | ------------------ | --------- | ------------------------------------------- |
| Les données manquantes sont à compléter. |                           |                    |           |                                             |
| 1818                                     | 1860                      | Augustin Pécheux   |           |                                             |
| 1860                                     |                           | Constant Pécheux   |           |                                             |
| Les données manquantes sont à compléter. |                           |                    |           |                                             |
| avant 1995                               | mars 2008                 | Emile-Hervé Dubois |           |                                             |
| mars 2008                                | mai 2020                  | Annie Somville     | DVG       | Professeure Réélue pour le mandat 2014-2020 |
| mai 2020                                 | En cours (au 6 juin 2020) | Christian Legrand  |           |                                             |

## Population et société

### Démographie
L'évolution du nombre d'habitants est connue à travers les recensements de la population effectués dans la commune depuis 1793. Pour les communes de moins de 10 000 habitants, une enquête de recensement portant sur toute la population est réalisée tous les cinq ans, les populations de référence des années intermédiaires étant quant à elles estimées par interpolation ou extrapolation. Pour la commune, le premier recensement exhaustif entrant dans le cadre du nouveau dispositif a été réalisé en 2007.

En 2022, la commune comptait 202 habitants, en évolution de +6,88 % par rapport à 2016 (Aisne : −1,97 %, France hors Mayotte : +2,11 %).
| 1793 | 1800 | 1806 | 1821 | 1831 | 1836 | 1841 | 1846 | 1851 |
| ---- | ---- | ---- | ---- | ---- | ---- | ---- | ---- | ---- |
| 365  | 396  | 399  | 377  | 380  | 437  | 431  | 448  | 446  |

| 1856 | 1861 | 1866 | 1872 | 1876 | 1881 | 1886 | 1891 | 1896 |
| ---- | ---- | ---- | ---- | ---- | ---- | ---- | ---- | ---- |
| 446  | 437  | 456  | 404  | 396  | 382  | 388  | 391  | 377  |

| 1901 | 1906 | 1911 | 1921 | 1926 | 1931 | 1936 | 1946 | 1954 |
| ---- | ---- | ---- | ---- | ---- | ---- | ---- | ---- | ---- |
| 341  | 345  | 359  | 368  | 352  | 355  | 325  | 289  | 259  |

| 1962 | 1968 | 1975 | 1982 | 1990 | 1999 | 2006 | 2007 | 2012 |
| ---- | ---- | ---- | ---- | ---- | ---- | ---- | ---- | ---- |
| 266  | 250  | 245  | 216  | 246  | 229  | 207  | 204  | 188  |

| 2017 | 2022 | - | - | - | - | - | - | - |
| ---- | ---- | - | - | - | - | - | - | - |
| 193  | 202  | - | - | - | - | - | - | - |

## Culture locale et patrimoine

### Lieux et monuments
- Abbaye Saint-Pierre, fondée en 950.
- Église Saint-Pierre de Bucilly.
- Ferme de l'abbaye de Bucilly.
- Le monument aux morts de Bucilly commémore les victimes de 1870-1871, 1914-1918, 1939-1945, 1958 et 1986.

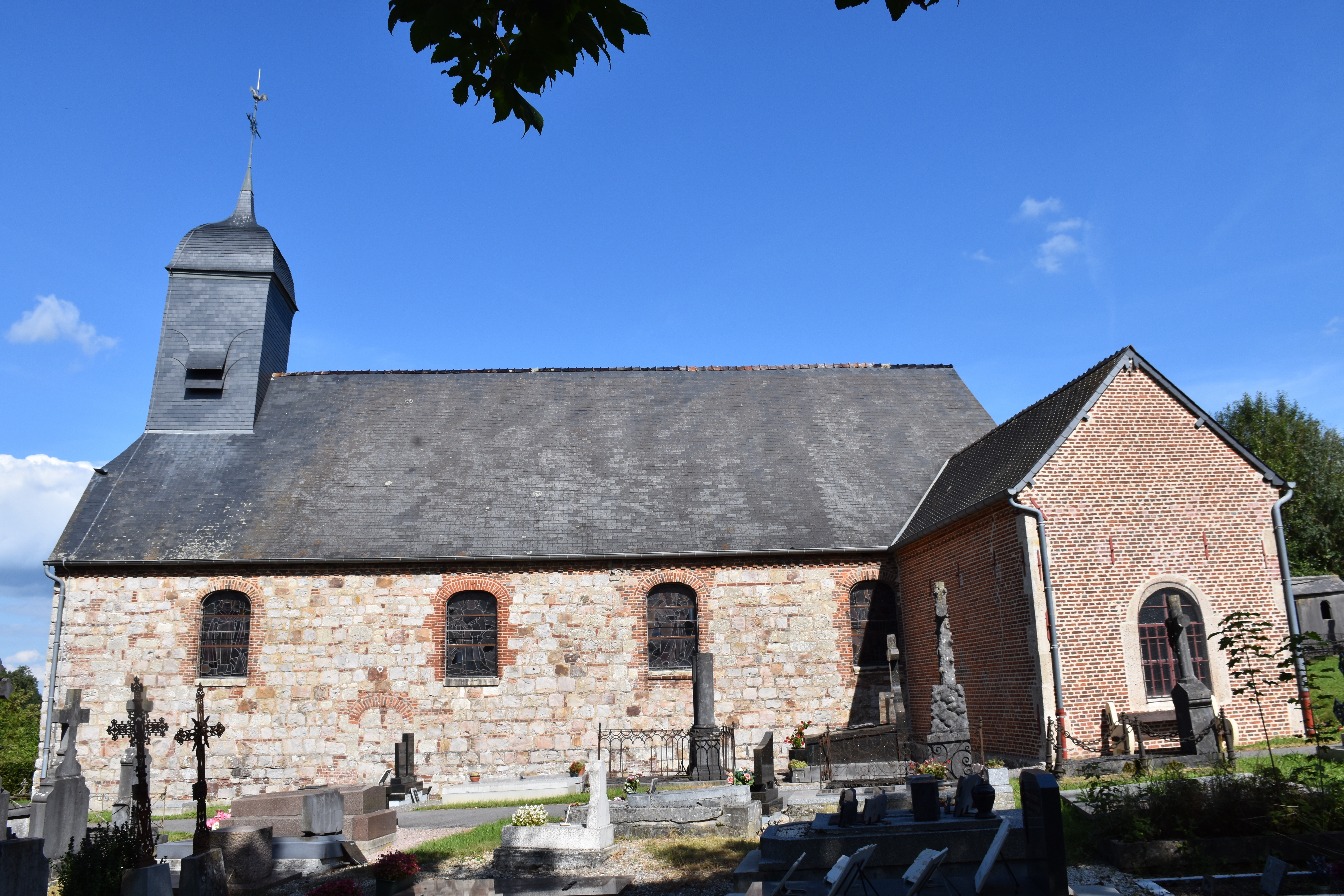
Église Saint-Pierre.
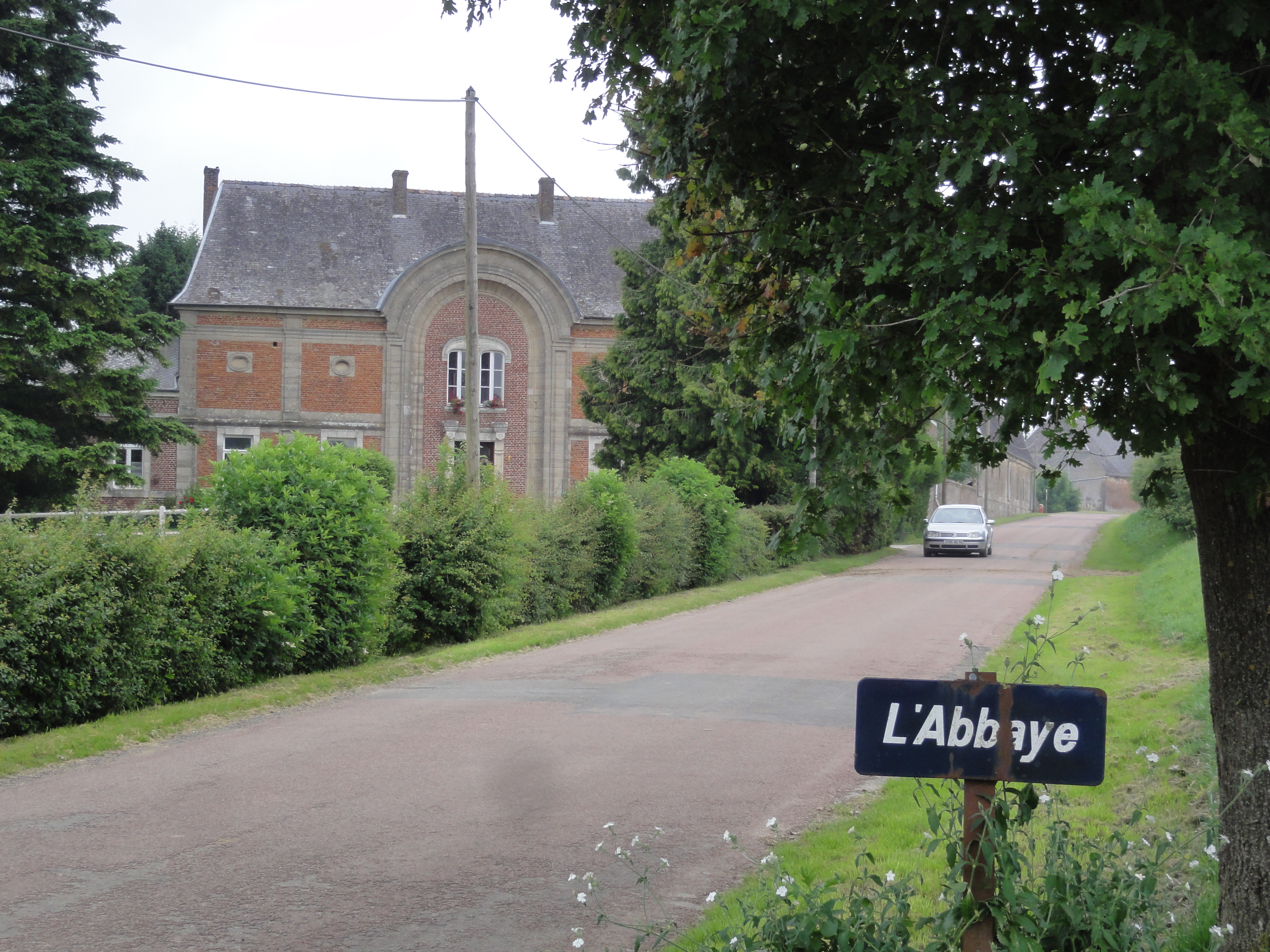
Ferme de l'abbaye.
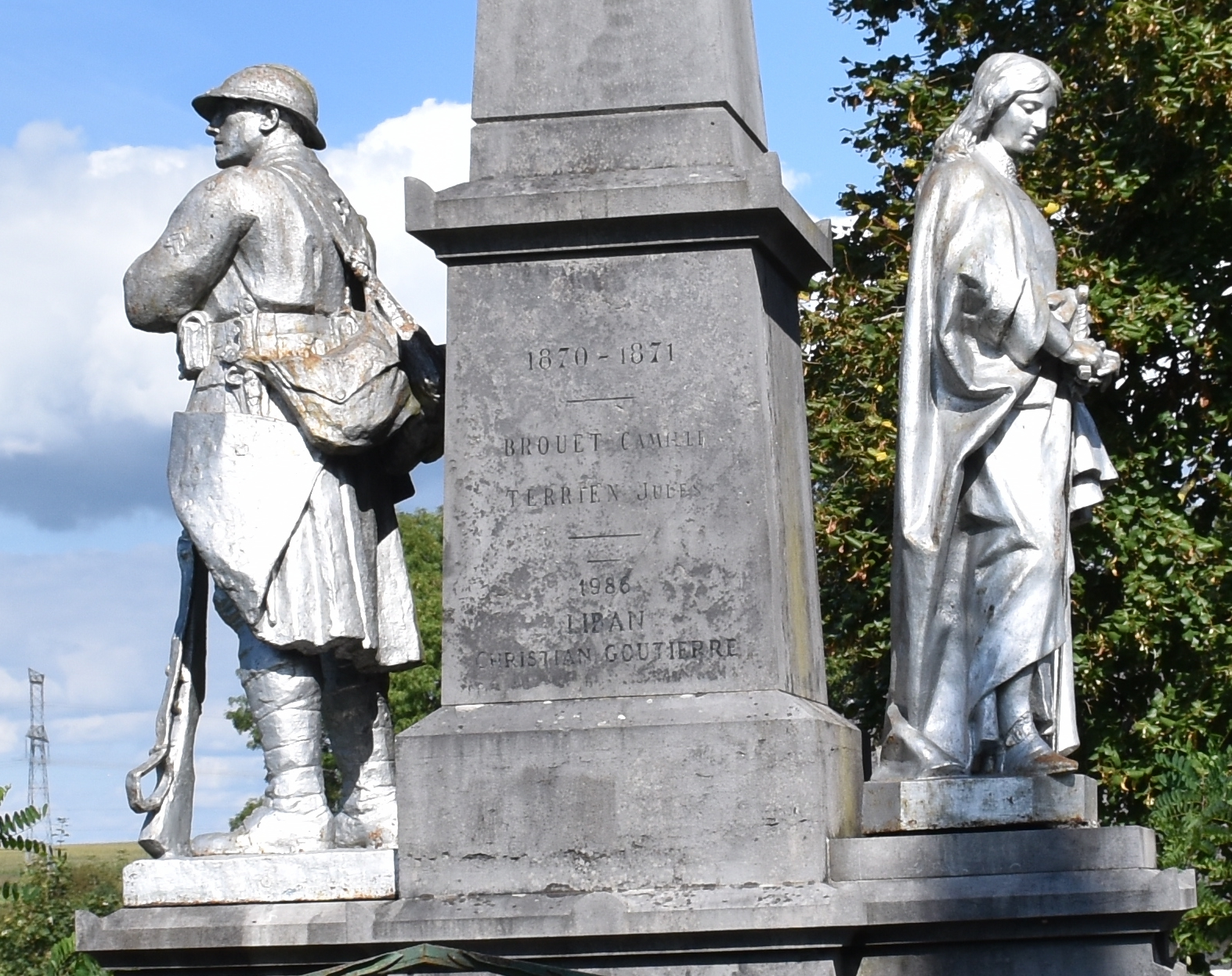
Le monument aux morts.
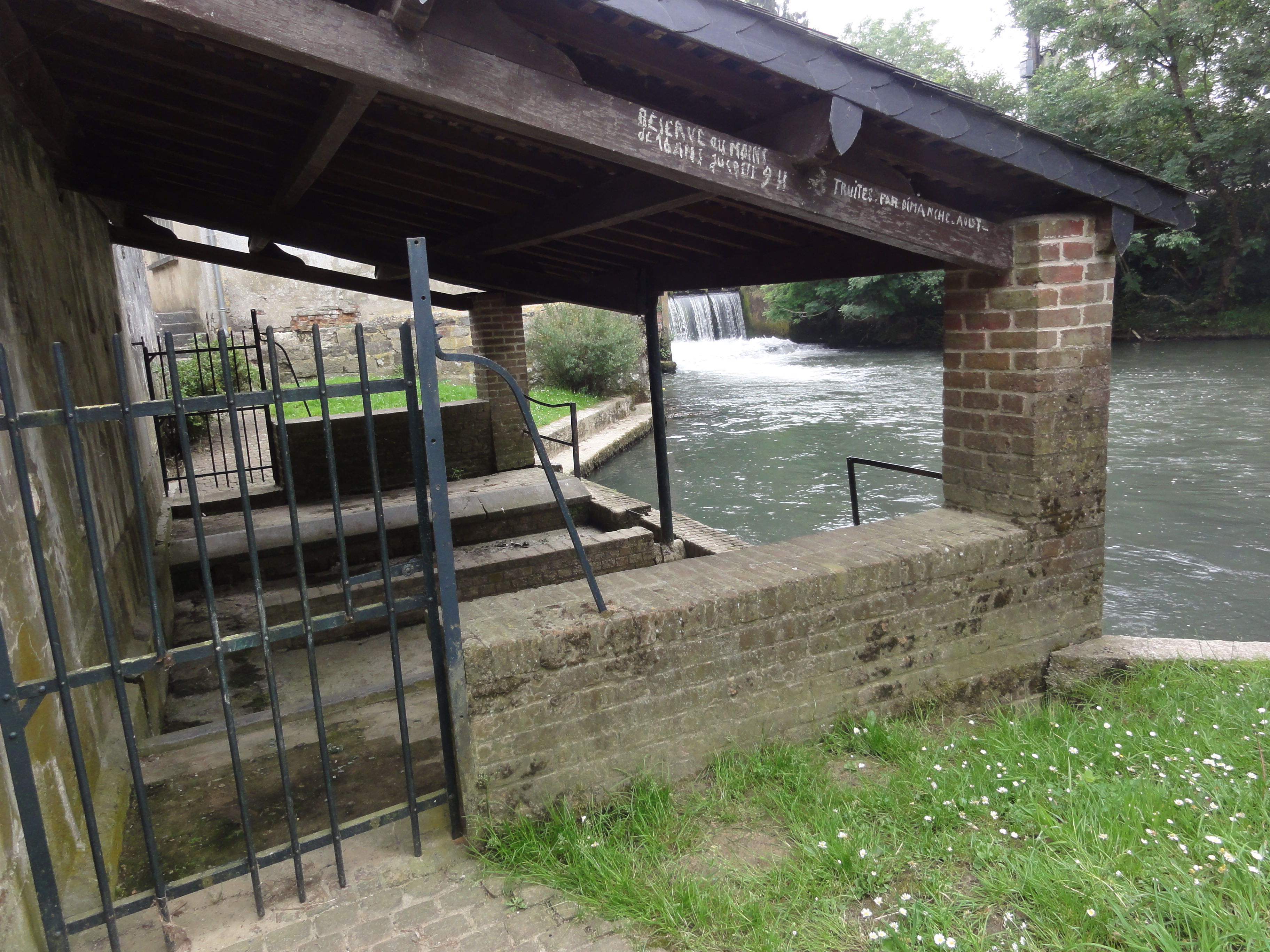
Lavoir sur le Thon.

### Personnalités liées à la commune

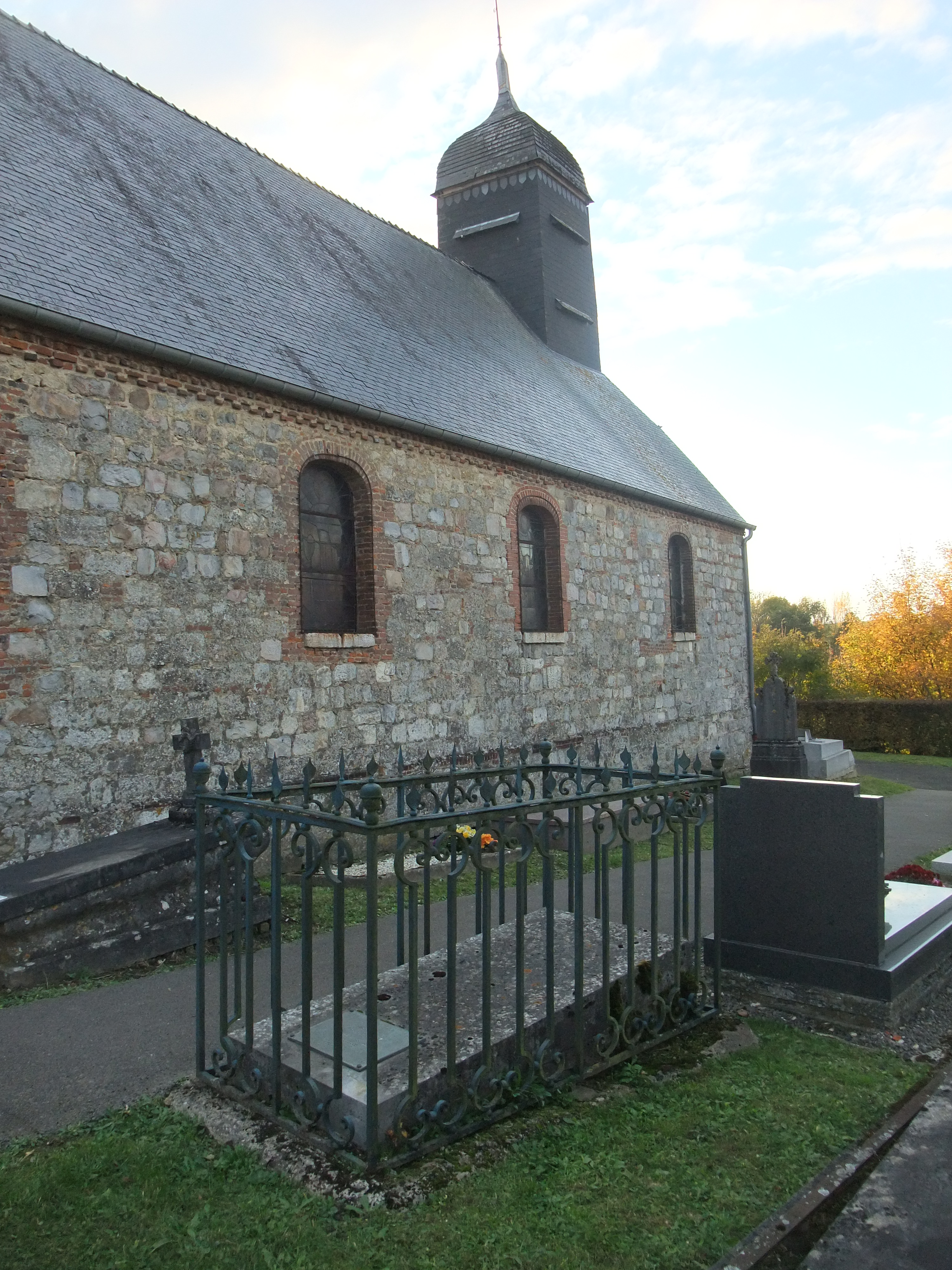
Tombe du général Pécheux au cimetière.

- Tristan de Villelongue, abbé de Bucilly, docteur en théologie, conseiller et prédicateur de Henri IV.
- Casimir Oudin, chanoine à l'abbaye de Bucilly.
- Jean Goulet, poète du XVIIIe siècle.
- Marc-Nicolas-Louis Pécheux (1769-1831), général des armées de la République et de l'Empire, né et enterré dans la commune.
- Christian Goutierre, général d'armée, né à Fourmies le 15 septembre 1932. Mort pour la France assassiné à Beyrouth le 18 septembre 1986, alors qu'il est attaché des Forces armées auprès de l'ambassade de France. Il est enterré dans le cimetière de Bucilly.

## Pour approfondir